# Лез-Оксон
Лез-Оксон (фр. Les Auxons) — муніципалітет у Франції, у регіоні Бургундія-Франш-Конте, департамент Ду. Лез-Оксон утворено 1 січня 2015 року шляхом злиття муніципалітетів Оксон-Дессу i Оксон-Дессю. Адміністративним центром муніципалітету є Оксон-Дессю. Населення — 2510 осіб (01.01.2021).